# Décès en 1325
Décès
- 1321
- 1322
- 1323
- 1324
- 1325
- 1326
- 1327
- 1328
- 1329

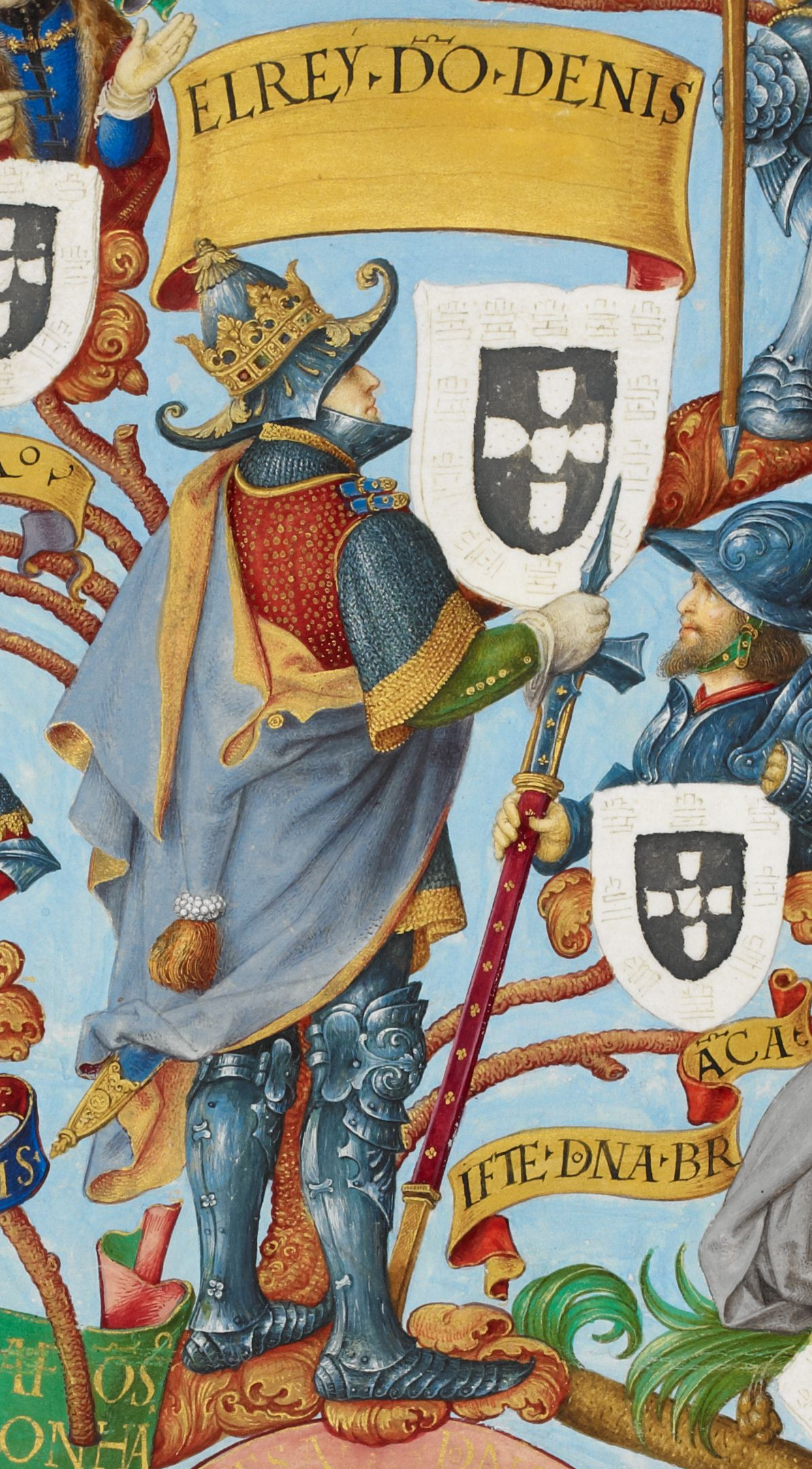
Denis Ier, mort en 1325.

Cette page dresse une liste de personnalités mortes au cours de l'année 1325 :
- 7 janvier : Denis Ier,  surnommé le Laboureur, le Roi Agriculteur, le Roi Poète, le Roi Troubadour ou le Père de la Patrie ou encore le Libéral, Roi de Portugal et des Algarves.
- mars : Robert de Umfraville, 8e comte d'Angus.
- 12 mars : Éric II de Schleswig, duc de Schleswig.
- 17 mars : Gérard de Vuippens, évêque de Lausanne.
- avril : Pierre Le Tessier, cardinal français.
- 3 avril : Nizamuddin Auliya, un des grands saints du soufisme indien.
- 5 avril : Raoul de Monthermer, 1er baron Monthermer, est un soldat et noble anglais.
- 5 juin : Eberhard Ier de Wurtemberg, comte de Wurtemberg.
- 23 juin : Chungseon, 26e roi de Goryeo.
- 25 août : Henri de Hermalle, chevalier et seigneur de Hermalle-sous-Huy, maréchal de la principauté de Liège et chef des Waroux dans la deuxième partie de la Guerre des Awans et des Waroux.
- 4 septembre : Rukn ad-Din Baybars al-Mansouri, un général et historien mamelouk.
- 15 septembre : Dimitri II de Vladimir, dit Aux yeux terribles, grand-prince de Vladimir.
- 21 septembre : Pierre de Grez, 67e évêque d'Auxerre, chancelier du roi de France Philippe le Bel.
- 13 octobre : Robert VII d'Auvergne, comte d'Auvergne et comte de Boulogne.
- novembre : Raymond Le Roux, cardinal français.
- 6 novembre[1] : Amîr Khusraw, poète indien (né en 1253), historien et père de la prose ourdoue (langue littéraire des musulmans de l’Inde).
- 7 novembre : Ichijō Uchitsune, régent kampaku.
- 8 novembre : Wislaw III de Rügen, dernier prince slave de Rügen.
- 21 novembre : Iouri III de Moscou,  prince de Moscou en 1303 et grand-prince de Vladimir.
- 16 décembre : Charles de Valois, frère de Philippe IV le Bel et père de Philippe VI.
- 19 décembre : Agnès de France, dernière fille de Saint-Louis, duchesse de Bourgogne.

- Ghiyath al-Din Tughlûq, ou Ghazi Malik, sultan de Delhi.
- Joseph ben Abraham Gikatila, kabbaliste juif.
- Ismaïl Ier de Grenade, 5e émir nasride de Grenade.
- Jean Ier de Montmorency, seigneur de Montmorency.
- Guillaume de Sabran, évêque de Digne.
- Keizan Jōkin, successeur à la troisième génération de Dōgen et le "second fondateur" de l'école Sōtō du Zen japonais.
- Amir Khusrau, mystique soufi et disciple spirituel de Nizamuddin Auliya de Delhi.
- Thihathu, un des cofondateurs du Royaume de Myinsaing et le fondateur du Royaume de Pinya, dans le centre de la Birmanie (République de l'Union du Myanmar).
- Stefan Vladislav II, roi de Syrmie, antiroi de Serbie.

## Crédit d'auteurs
- Cet article est partiellement ou en totalité issu de l'article intitulé « 1325 » (voir la liste des auteurs).